# ФК «Завод имени Сталина» в сезоне 1935
Сезон 1935 года стал 5-м для футбольного клуба «Завод имени Сталина» (с 1936 года — «Торпедо Москва»). В весеннем чемпионате Москвы автозаводцы заняли последнее место в классе «А», осенью они стали вторыми.

## Состав
| № |  | Поз. | Имя                 | Год рождения |
| - |  | ---- | ------------------- | ------------ |
|   |  | Вр   | Всеволод Виноградов | 1915         |
|   |  | Защ  | Василий Епишин      | 1907         |
|   |  | Защ  | Вячеслав Орлов      | 1906         |
|   |  | Защ  | Василий Поляков     | 1911         |
|   |  | ПЗ   | Владимир Ершов      | 1914         |
|   |  | ПЗ   | Виктор Маслов       | 1910         |

| № |  | Поз. | Имя                | Год рождения |
| - |  | ---- | ------------------ | ------------ |
|   |  | Нап  | Анатолий Емельянов | 1908         |
|   |  |      | Жуков              |              |
|   |  |      | Курапов            |              |
|   |  |      | Виктор Семёнов     |              |
|   |  |      | Шумов              |              |

## Чемпионат Москвы 1935 (весна)

### Матчи
| Соперник     | Счёт   |
| ------------ | ------ |
| Динамо       | 1 – 4  |
| Спартак      | 1 – 10 |
| ЦДКА         | 1 – 2  |
| Электрозавод | 2 – 2  |
| Серп и Молот | 0 – 6  |
| Казанка      | 2 – 3  |
| ЗиФ          | 4 – 0  |

### Турнирная таблица
| Место | Команда      | Очки |
| ----- | ------------ | ---- |
| 1     | Динамо       | 12   |
| 2     | Спартак      | 10   |
| 3     | ЦДКА         | 8    |
| 4     | Электрозавод | 7    |
| 5     | Серп и Молот | 6    |
| 6     | Казанка      | 6    |
| 7     | ЗиФ          | 4    |
| 8     | ЗиС          | 3    |

## Чемпионат Москвы 1935 (осень)

### Матчи
| Соперник     | Счёт  |
| ------------ | ----- |
| ЦДКА         | 2 – 3 |
| ЗиФ          | 4 – 1 |
| Казанка      | 1 – 2 |
| Электрозавод | 2 – 1 |
| Серп и Молот | 2 – 1 |

### Турнирная таблица
| Место | Команда      | Очки |
| ----- | ------------ | ---- |
| 1     | ЦДКА         | 9    |
| 2     | ЗиС          | 6    |
| 3     | ЗиФ          | 6    |
| 4     | Казанка      | 5    |
| 5     | Электрозавод | 2    |
| 6     | Серп и Молот | 2    |